# Francisca Lara
Francisca Lara (29 luglio 1990) è una calciatrice cilena, centrocampista del Villarreal e della nazionale cilena.

## Carriera

### Nazionale
Lara inizia a essere convocata dalla Federcalcio cilena (FFCh) nel 2010, chiamata per vestire la maglia della nazionale cilena impegnata al campionato sudamericano di Ecuador 2010.
L'anno successivo viene convocata in occasione dei XVI Giochi panamericani di Messico 2011. La sua nazionale, inserita nel girone A del torneo di calcio femminile con Colombia, Messico e Trinidad e Tobago, con una vittorie, un pareggio e una sconfitta chiude al terzo posto la fase a gironi non riuscendo ad accedere alle semifinali. In quell'occasione Lara scende in campo in tutti i tre incontri disputati, aprendo le marcature nell'unica vittoria per 3-0 sul Trinidad e Tobago.
Convocata dal Commissario tecnico José Letelier con la squadra che partecipa al campionato sudamericano 2018 che in quell'edizione si svolge in Cile, Lara scende in campo in tutti i sette incontri giocati dalla sua nazionale, partendo sempre titolare e siglando due reti, quella del parziale 3-0 sul Perù, partita poi terminata 5-0, e quella che al 90+2' fissa sul 4-0 il risultato con l'Argentina, condividendo con le compagne il percorso che vede il Cile raggiungere il secondo posto nel girone finale assicurandosi così l'accesso diretto al Mondiale di Francia 2019, primo Mondiale disputato dal Cile.
Inserita da Letelier nella lista delle 23 calciatrici convocate comunicata il 19 maggio 2019, gioca tutti i tre incontri della fase a gironi, dove la sua nazionale, inserita nel gruppo F, perde i primi due con la Svezia (2-0) e con gli Stati Uniti (3-0) e vince l'ultimo con la Thailandia.